# إلينور وايلي
إلينور وايلي (بالإنجليزية: Elinor Wylie) (7 سبتمبر 1885 في الولايات المتحدة - 16 ديسمبر 1928، نيويورك في الولايات المتحدة)؛ كاتِبة ومؤلِّفة، شاعرة وروائية أمريكية.

## روابط خارجية
- إلينور وايلي على موقع الموسوعة البريطانية (الإنجليزية)
- إلينور وايلي على موقع ميوزك برينز (الإنجليزية)
- إلينور وايلي على موقع قاعدة بيانات برودواي على الإنترنت (الإنجليزية)
- إلينور وايلي على موقع إن إن دي بي (الإنجليزية)